# 레본 아로니안
레본 그리고리 아로니안(아르메니아어: Լևոն Գրիգորի Արոնյան 레본 그리고리 아로냔; 1982년 10월 6일 출생)은 아르메니아의 체스 그랜드마스터로, 2021년부터 미국을 대표하고 있다. 체스 신동인 그는 2000년 17세의 나이에 그랜드마스터 칭호를 얻었다. 그는 전 세계 래피드 및 블리츠 챔피언이다. 그의 최고 클래식 랭킹은 2014년 3월 FIDE 세계 체스 랭킹에서 평점 2830으로 2위였으며, 역사상 ELO가 네 번째로 높은 선수가 되었다.
아로니안은 2005년과 2017년 FIDE 월드컵에서 우승했다. 그는 체스 올림피아드의 2006년 (토리노), 2008년 (드레스덴) 및 2012년 (이스탄불)에서 아르메니아 국가대표팀을 금메달로 이끌었으며 2011년 닝보시에서 열린 월드 팀 체스 챔피언십에서도 금메달을 차지했다. 그는 FIDE 그랑프리 2008-2010에서 우승하여 2012년 세계 체스 선수권 대회를 위한 도전자 결정전에 진출했다. 그는 또한 그의 아르메니아에서의 인기는 그를 유명인사이자 영웅으로 불리게 했다. 그는 2005년에 아르메니아 최고의 스포츠맨으로 선정되었고 2009년에는 아르메니아 공화국 명예 체육 명인 칭호를 받았다. 2012년에는 성 메스로프 마슈토츠 훈장을 수여받았다. 2016년, CNN은 아로니안을 "체스의 데이비드 베컴"이라고 불렀다.
아로니안은 2021년 2월 말 아르메니아 체스 연맹에서 미국 연맹으로 이적하겠다는 결정을 발표했으며, 동기로 스포츠에 대한 정부 지원 감소를 꼽았다. 이적은 2021년 12월에 완료되었다.

## 초기 생애 및 교육
아로니안은 1982년 10월 6일 아르메니아 예레반 (당시 소련의 일부)에서 광산공학자 세다 아바기안(Seda Avagyan)과 벨라루스 비쳅스크 지역 출신의 러시아 유대인 물리학자 그리고리 레온티예비치 아로노프(Grigory Leontievich Aronov)의 아들로 태어났다. 그는 "비록 예술과 음악을 포함하여 문화적으로 유대적인 면이 더 많지만, 나는 유대인보다는 아르메니아인이라는 느낌을 훨씬 더 강하게 받는다"고 말했다. 그는 9살 때 누나 릴리트에게 체스를 배웠다. 그의 두 번째 코치는 그랜드마스터 멜리크세트 하치얀이었다. 그의 능력에 대한 초기 징후는 1994년 세게드에서 열린 세계 유스 체스 챔피언십 (12세 이하)에서 에티엔 바크로, 루슬란 포노마료프, 프란시스코 발레호 폰스, 알렉산데르 그리추크와 같은 미래의 거물들을 제치고 8/9점을 기록하며 우승했을 때 나타났다.
2011년부터 아로니안의 영구 코치는 아쇼트 나다니안이며, 아로니안은 그를 "절대 대체 불가능하다"고 말한다.
아로니안은 아르메니아 국립 체육 교육 기관에서 학위를 받았다.

## 경력

### 초기: 2001–2005
2001년, 아로니안은 카펠라그랑드 오픈에서 9점 만점에 7점을 기록하여 공동 우승자 에이나르 가우셀과 블라디미르 추첼로프에 반점 뒤처졌다. 몇 달 후, 그는 로잔에서 열린 영 마스터스 토너먼트에서 우승했다.
2002년, 그는 아르메니아 체스 챔피언십에서 우승했다. 같은 해 그는 세계 주니어 체스 챔피언십에서 13점 만점에 10점을 기록하며 수리아 강굴리, 아르툠 티모페예프, 루크 맥셰인, 부 샹즈, 펜탈라 하리크리슈나 등을 제치고 우승했다.
2003년, 그는 후게벤 체스 토너먼트에 참가하여 8점 만점에 3점을 기록하며 이반 소콜로프와 동점을 이루고 3위를 차지했다.
아로니안은 2004년 FIDE 세계 체스 선수권 대회 2004에 데뷔했다. 첫 라운드에서 그는 토너먼트에 함께 데뷔한 13세의 망누스 칼센을 상대로 승리했다. 그는 3라운드까지 진출했지만 파벨 스미르노프에게 패했다.

### 2005–2006
레본 아로니안은 2005년에 엘로 평점에서 세계 10위를 기록하며 국제 엘리트 선수로 성장했다. 2005년, 그는 지브롤터에서 열린 깁텔레콤 마스터스에서 자하르 예피멘코, 키릴 게오르기예프, 알렉세이 시로프 및 에밀 수토프스키와 함께 공동 1위를 차지했다. 그는 또한 카라바흐 2005년 국제 "A" 토너먼트에서 우승했다. 러시아 팀 챔피언십에서 그는 5승 3무 0패를 기록하며 2850 정도의 엘로 퍼포먼스 레이팅을 얻었다. 12월에는 러시아 한티만시스크에서 열린 월드컵 결승에서 우크라이나의 루슬란 포노마료프를 꺾고 우승했다.
2006년 3월, 아로니안은 리나레스 체스 토너먼트에서 우승했으며, 테이무어 라자보프와 당시 세계 챔피언 베셀린 토팔로프를 0.5점 차이로 제쳤다. 2006년 11월, 그는 미하일 탈 기념 체스 대회에서 공동 1위를 차지했다. 2006년 4월-7월 FIDE 랭킹 리스트에서 아로니안은 세계 3위 선수로 랭크되었다. 아르메니아는 제37회 체스 올림피아드에서 첫 올림피아드 우승을 차지했다.

### 2007–2008

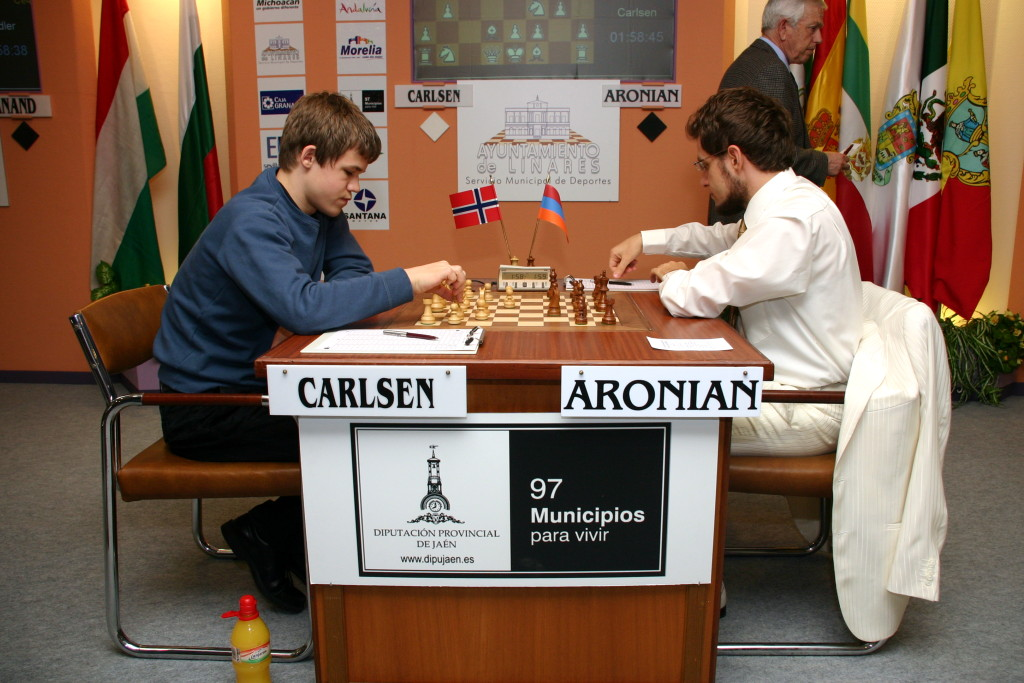
리나레스 2007에서 망누스 칼센과 경기하는 아로니안

2007년 1월, 아로니안은 베이크안제이에서 열린 카테고리 19 코러스 체스 토너먼트에서 베셀린 토팔로프 및 테이무어 라자보프와 공동 1위를 차지했다. 세 선수 모두 13점 만점에 8.5점을 기록했다. 2007년 5월, 그는 래피드 체스 경기에서 세계 챔피언 블라디미르 크람니크를 4-2로 꺾었다.
그의 2005년 월드컵 우승으로 2007년 5월–6월에 예정된 2007년 세계 체스 선수권 대회 도전자 결정전에 진출했다. 이 토너먼트에서 그는 GM 망누스 칼센과 대결하여 초기 6경기에서 3-3 동점을 기록했고, 래피드 체스에서 2-2 동점, 마지막으로 아로니안이 블리츠 체스에서 2-0으로 승리했다. 결승에서는 시로프를 3.5-2.5로 꺾었다. 이로써 그는 멕시코에서 열린 챔피언십 최종 단계에 진출했다. 거기서 그는 14점 만점에 6점을 기록하여 8명의 선수 중 7위를 차지했다.
2008년 1월, 그는 망누스 칼센과 함께 코러스 체스 토너먼트에서 8/13점으로 공동 우승했다. 2008년 3월, 그는 프랑스 니스 (프랑스)에서 열린 멜로디 앰버 블라인드폴드/래피드 토너먼트에서 우승했으며, 다음 경쟁자보다 2.5점 앞섰다. 전체 토너먼트에서 1위를 차지했을 뿐만 아니라, 그는 토너먼트의 래피드 부문에서도 단독 1위를 차지했으며, 블라인드폴드 부문에서는 크람니크, 모로제비치, 토팔로프와 함께 공동 1위를 차지했다.
2008년 6월, 아로니안은 예레반에서 열린 카렌 아스리안 기념 래피드 체스 토너먼트에서 우승했다. 소치에서 열린 두 번째 FIDE 그랑프리에서 아로니안은 결승에서 알렉산데르 그리추크를 꺾고 8.5/13점을 기록하며 2816의 퍼포먼스 레이팅을 달성했다. 아로니안은 드레스덴에서 열린 제38회 체스 올림피아드에서 아르메니아 국가대표팀과 함께 우승하여 두 번 연속 금메달을 차지했다.

### 2009–2010
아로니안은 2009년 4월 8.5/13점을 기록하며 페테르 레코와 동료 아르메니아인 블라디미르 아코피안을 1점 차이로 제치고 제4회 FIDE 그랑프리에서 우승했다. 2009년 8월 2일, 아로니안은 월드 래피드 체스 챔피언십에서 우승했다. 2009년 9월 빌바오 체스 마스터스 파이널에서 우승한 후, 그의 FIDE 평점은 비스와나탄 아난드 세계 챔피언보다 불과 4점 뒤졌다. 2009년 11월, 그는 미하일 탈 기념 체스 대회에 참가하여 4위를 차지했다. 2009년 12월, 아로니안은 "아르메니아 공화국 명예 체육 명인" 칭호를 수여받았다.
아로니안은 FIDE 그랑프리 2008-2010에서 우승하여 2012년 세계 체스 선수권 대회를 위한 도전자 결정전에 진출했다.
2010년 8월, 그는 세계 래피드 체스 타이틀을 방어하는 데 실패했으며, 결국 챔피언이 된 가타 캄스키에게 패했다. 2010년 9월, 아로니안은 상하이에서 열린 빌바오 그랜드슬램 예선에 블라디미르 크람니크, 알렉세이 시로프, 왕하오와 대결했지만, 크람니크에게 패하여 결승 토너먼트에 진출하지 못했다.
2010년 11월, 그는 카테고리 XXI 미하일 탈 기념 체스 대회에서 공동 1위를 차지했다. 그는 또한 2010년 모스크바에서 열린 월드 블리츠 체스 챔피언십에서도 우승했다.

### 2011–2012
2011년 1월, 그는 베이크안제이에서 열린 제73회 타타 스틸 체스 토너먼트에서 망누스 칼센과 공동 3위를 차지했다. 2011년 3월, 그는 세 번째로 마지막 멜로디 앰버 블라인드폴드/래피드 토너먼트에서 우승했다. 2011년 11월, 아로니안은 모스크바에서 열린 탈 기념 체스 대회에 10명의 선수와 함께 라운드 로빈 방식으로 참가했다. 그는 망누스 칼센과 공동 1위를 차지했으며, 둘 다 9점 만점에 5.5점을 기록했다.
2012년 1월, 아로니안은 베이크안제이에서 열린 타타 스틸 체스 토너먼트에 참가했다. 출전 선수로는 세계 1위 망누스 칼센, 디펜딩 챔피언 히카루 나카무라, 전 세계 챔피언 베셀린 토팔로프 등이 있었다. 아로니안은 2891의 토너먼트 퍼포먼스 레이팅을 기록하며 칼센, 라자보프, 파비아노 카루아나를 제치고 1위를 차지했다.
2012년 빌바오 체스 마스터스 파이널은 10월에 개최되었으며, 아로니안은 3위를 차지했다. 2012년 12월, 아로니안은 런던 체스 클래식에 참가하여 1승 5무 2패로 6위를 기록했다. 같은 달 말, 그는 베이징시에서 열린 스포트아코드 월드 마인드 게임(블라인드폴드 토너먼트)에서 우승했다.

### 2013–2014
1월의 타타 스틸 체스 토너먼트에서 아로니안은 5승 1패 7무를 기록하여 칼센에 이어 2위를 차지했다. 아로니안은 2013년 도전자 결정전에서 4위를 기록했다. 2013년 알레힌 기념 토너먼트에서 아로니안은 3승 1패 5무를 기록하여 1위를 차지했다.
아로니안은 2014년 취리히 체스 챌린지에 참가하여 파비아노 카루아나와 함께 공동 2위를 차지했다. 그는 2014년 도전자 결정전에 참가하여 공동 꼴찌를 기록했다.

### 2015–2016
아로니안은 네덜란드 베이크안제이에서 열린 타타 스틸 체스 토너먼트에 참가했다. 그는 1승 3패 9무를 기록하여 5.5/13점을 얻었다. 2015년 2월, 그는 바덴바덴 독일에서 열린 그렌케 체스 클래식에 참가하여 3.5/7점을 기록했다. 같은 달 말, 그는 2015년 취리히 체스 챌린지에 참가하여 블리츠 토너먼트에서 4/5점으로 우승했다. 그는 클래식 토너먼트에서 4/10점을, 래피드 토너먼트에서 3/5점을 기록했다. 그는 토너먼트 전체에서 4위를 차지했다.
아로니안은 그랜드 체스 투어에 참가했다. 이는 3개의 슈퍼 토너먼트(노르웨이 체스, 신크필드 컵, 런던 체스 클래식)로 구성된 시리즈로, 선수들은 이 3개 토너먼트를 통해 가장 많은 그랜드 체스 투어 포인트를 축적하려고 노력한다. 노르웨이 체스에서 그는 9점 만점에 3점을 기록했다(토너먼트 9위). 2015년 9월 1일, 그는 미국 미주리주 세인트루이스에서 열린 제3회 신크필드 컵에서 +3점과 파비아노 카루아나, 히카루 나카무라, 웨슬리 소에 대한 승리를 거두며 우승했다. 이 결과로 그는 다시 세계 상위 10위권에 진입했다.
그는 2015년 체스 월드컵에 참가했다. 이 토너먼트는 아제르바이잔 바쿠에서 열린 녹아웃 체스 토너먼트였다. 이 토너먼트는 2016년 체스 도전자 결정전(우승자와 준우승자가 진출)의 마지막 예선 중 하나로, 망누스 칼센에 대한 2016년 세계 체스 선수권 대회 도전자를 결정했다. 그는 2라운드에서 그랜드마스터 알렉산데르 아레셴코에게 탈락했다. 그러나 그는 삼벨 카라페티안 아르메니아 억만장자에 의해 주최 측 후보로 선정되어 도전자 결정전에 출전할 자격을 얻었다.
2015년 10월, 그는 독일 베를린에서 열린 세계 래피드 및 블리츠 챔피언십에 참가했다. 래피드 챔피언십에서는 8.5/15점을 기록하여 전체 43위를 차지했다. 블리츠에서는 13.5/21점을 기록하여 전체 11위를 차지했다. 아로니안은 노보시비르스크의 시베리아 팀을 위해 유러피언 체스 클럽 컵에 출전했다. 블라디미르 크람니크, 알렉산데르 그리추크, 리차오, 왕위에, 안톤 코로보프, 드미트리 코카레프, 드미트리 보차로프도 포함된 시베리아 팀은 이 대회에서 우승했다. 아로니안은 이 대회에서 자신이 플레이한 5경기 모두 무승부를 기록했다.
2015년 12월, 아로니안은 그랜드 체스 투어의 마지막 대회인 런던 체스 클래식에 참가했다. 이 토너먼트에서 그는 베셀린 토팔로프를 상대로 한 승리를 포함하여 5/9점을 기록했다. 전체적으로 그는 최대 39점 중 22점의 그랜드 투어 포인트를 획득하여 전체 투어 순위에서 상위 3위 안에 들었으며, 다음 그랜드 체스 투어에 초대받았다.

### 2017–2018
2017년 4월, 레본 아로니안은 독일 바덴바덴에서 열린 그렌케 체스 클래식에 참가했다. 7라운드 토너먼트에서 그는 5.5점을 기록하여 망누스 칼센과 파비아노 카루아나를 1.5점 차이로 제치고 1위를 차지했다.
2017년 6월 16일, 아로니안은 제5회 노르웨이 체스 토너먼트에서 우승했으며 (PR 2918, 2위권보다 1점 앞서), 망누스 칼센, 블라디미르 크람니크, 세르게이 카랴킨을 이겼다. 2017년 8월, 아로니안은 제5회 신크필드 컵에서 5/9점을 기록하며 10명 중 공동 4위를 차지했다. 2017년 8월 18일, 아로니안은 세인트루이스 래피드 & 블리츠에서 24.5/36점으로 우승했다.

2017년 9월, 아로니안은 월드컵에서 우승하여 2018년 세계 체스 선수권 대회를 위한 도전자 결정전에 진출했다. 2017년 11월, 아로니안은 유러피언 팀 체스 챔피언십에서 개인 기량으로 금메달을 획득했다. 같은 달, 그는 팔마데마요르카에서 열린 FIDE 그랑프리에서 드미트리 야코벤코와 공동 1위를 차지했다. 2017년 12월, 아로니안은 사우디아라비아 리야드에서 열린 월드 블리츠 체스 챔피언십에서 14/21점을 기록하며 5위를 차지했으며, 막심 바셰-라그라브와 디펜딩 챔피언 세르게이 카랴킨을 상대로 승리했다.

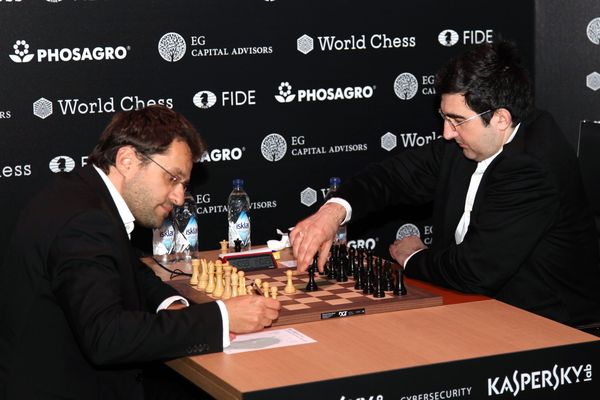
2018년 도전자 결정전에서 레본 아로니안 대 블라디미르 크람니크

2018년 1월, 아로니안은 제16회 연례 지브롤터 체스 페스티벌에서 타이 브레이크 끝에 준우승자 막심 바셰-라그라브를 2.5-1.5로 꺾고 우승했으며, 총 7.5/10점의 기록을 세웠다. 2018년 3월 31일부터 4월 9일까지 아로니안은 제5회 그렌케 체스 클래식에 참가했다. 그는 5/9점의 점수로 5위를 기록했다. 5월 28일부터 6월 7일까지 그는 제6회 노르웨이 체스에 참가하여 4/8점으로 6위를 차지했다.
8월, 그는 제6회 신크필드 컵에 참가했다. 그는 칼센과 카루아나와 5.5/9점으로 공동 1위를 차지했으며, 트리오가 타이틀을 공유하기로 결정하면서 공동 우승했다.

### 2019
2019년 8월, 아로니안은 두 번째로 세인트루이스 래피드 & 블리츠 토너먼트에서 우승했다. 그는 래피드 부문에서 13점, 블리츠 부문에서 9점을 얻어 총 22/36점을 기록했다. 그는 한티만시스크에서 열린 2019년 체스 월드컵에서 8강에 진출했다. 11월 10일, 그는 부쿠레슈티에서 열린 슈퍼베트 래피드 & 블리츠 토너먼트에서 우승했다.

### 2020
9월 11일부터 13일까지, 아로니안은 체스 9LX 2020 챔피언스 쇼다운에 참가하여 5.5/9점을 획득하며 공동 선두 히카루 나카무라와 망누스 칼센에 0.5점 뒤진 3위를 차지했다.
10월 5일부터 16일까지, 아로니안은 제8회 알티복스 노르웨이 체스에 참가했다. 그는 총 17.5점을 획득하여 3위를 차지했다.

### 2021
2021년 2월, 아로니안은 세인트루이스 체스 클럽의 보도자료를 통해 아르메니아에서 미국으로 연맹을 변경할 것이라고 발표했으며, 그 이유로는 "아르메니아 체스에 대한 국가의 전적인 무관심"과 나고르노카라바흐를 둘러싼 아르메니아와 아제르바이잔 간의 지속적인 전쟁 등을 들었다. 이 이적에 대한 아로니안의 공식 성명은 그의 공식 페이스북 페이지에서 확인할 수 있다. 발표 당시 아로니안이 세계 5위였던 FIDE 랭킹 리스트에 따르면, 이는 아로니안을 미국 2위로 만들 것이다. 그는 2021년 9월에 미국으로 떠났다.
7월 4일, 아로니안은 골드머니 아시안 래피드 체스 토너먼트에서 결승에서 블라디슬라프 아르테미예프를 2-0으로 꺾고 우승했다. 아로니안의 상금은 30,000달러였다.
11월 20일과 21일, 아로니안은 타타 스틸 인도 체스 토너먼트의 블리츠 부문에 참가했다. 그는 아르마게돈에서 GM 아르준 에리가이시를 꺾고 1위를 차지했다.
2021년 12월 26일부터 28일까지 아로니안은 2021년 FIDE 세계 래피드 챔피언십에 참가하여 타이 브레이크 후 9/13점으로 7위를 차지했다.
그는 또한 12월 29일부터 30일까지 월드 블리츠 체스 챔피언십에 참가하여 14/21점을 획득하며 5위를 차지했다.

### 2022–2024
2022년 2월과 3월에 아로니안은 FIDE 그랑프리 2022에 참가했다. 첫 번째 대회에서 그는 풀 C에서 4.5/6점으로 1위를 차지했고, 준결승에서 레니에르 도밍게스를 1.5/2점으로 이겼다. 그는 결승에서 히카루 나카무라에게 클래식과 래피드 시간 형식에서 1/4점으로 패했다. 세 번째 대회에서는 풀 A에서 3/6점으로 3위를 차지했고, 총 12점으로 전체 순위에서 4위를 기록했다.
2022년 4월, 그는 아메리칸 컵에 참가하여 토너먼트에서 우승했으나 파비아노 카루아나에게 져 2위를 차지했다.
2022년 5월, 그는 슈퍼베트 체스 클래식에서 공동 1위를 차지했으나, 타이 브레이크에서 막심 바셰-라그라브와 웨슬리 소에게 패했다. 같은 달, 아로니안은 슈퍼베트 래피드 및 블리츠 폴란드에서 공동 2위를 차지했으며, 2850점의 평점으로 세계 1위 블리츠 선수가 되었다.
2022년 7월, 그는 FTX 로드 투 마이애미 온라인 이벤트에서 우승하여 FTX 크립토 컵에 진출했다.
2022년 8월부터 11월까지 그는 토너먼트에서 크게 부진하여, 8월과 11월 사이에 전례 없는 40점을 잃었다.
2023년 1월, 그는 타타 스틸 체스 토너먼트에 참가하여 6.5/13점을 기록했다.
2023년 2월, 그는 이안 네폼냐시와 돔마라주 구케시와의 플레이오프에서 승리한 후 뒤셀도르프에서 열린 WR 체스 마스터스에서 우승했다.
2023년 6월-7월 동안, 그는 트리베니 콘티넨탈 킹스 팀의 일원으로서 두바이에서 열린 초대 글로벌 체스 리그에서 우승했다. 2024년 3월 레본은 미주리주 세인트루이스에서 열린 아메리칸 컵에서 우승했다.

### 2025
아로니안은 슈퍼베트 래피드 & 블리츠 폴란드에서 20점을 기록하며 4위를 차지했다.
2025년 7월, 아로니안은 라스베이거스에서 열린 프리스타일 체스 그랜드 슬램 투어에서 한스 니만을 상대로 우승하여 20만 달러를 획득했다. 그는 또한 1위 시드 망누스 칼센, 2위 시드 히카루 나카무라, 그리고 5위 시드 아르준 에리가이시를 꺾고 우승을 차지했다.

## 팀 경쟁

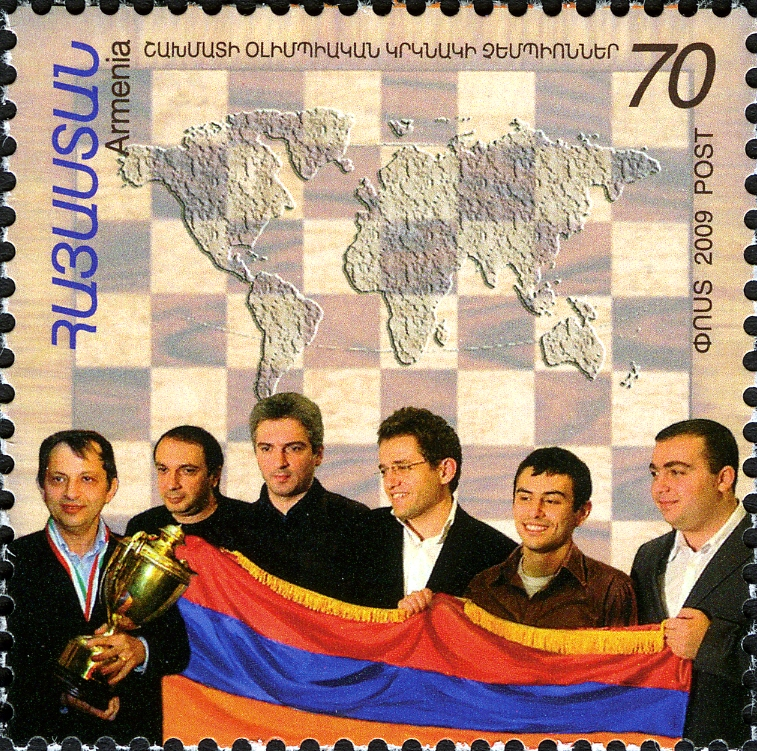
2009년 아르메니아 우표에 실린 2008년 올림피아드 팀원들과 함께한 레본 아로니안(오른쪽에서 세 번째)

아로니안은 1996년, 2004년, 2006년, 2008년, 2010년, 2012년 체스 올림피아드에서 아르메니아를 대표하여 출전했다. 그는 2004년에는 팀 동메달을, 2006년, 2008년, 2012년에는 팀 금메달을 획득했다. 2010년 체스 올림피아드에서는 보드 1에서의 개인 기량으로 은메달을 획득했다. 2012년 체스 올림피아드에서 아로니안은 보드 1에서 금메달을 획득했다. 아로니안은 2011년 월드 팀 체스 챔피언십에서 금메달을 획득한 아르메니아 팀의 일원이었으며, 보드 1에서 은메달을 획득했다. 아로니안은 2013년 월드 팀 체스 챔피언십에서도 아르메니아를 대표하여 보드 1에서 금메달을 획득했다. 2024년에 아로니안은 미국을 대표하여 체스 올림피아드에 참가하여 보드 4에서의 기량으로 은메달을 획득했다.
| 메달 기록       | 메달 기록       | 메달 기록       |            |
| 아르메니아      | 아르메니아      | 아르메니아      | 아르메니아 |
| 체스 올림피아드 | 체스 올림피아드 | 체스 올림피아드 |            |
| --------------- | --------------- | --------------- | ---------- |
| 금              | 2006년 토리노   | 오픈            |            |
| 금              | 2008년 드레스덴 | 오픈            |            |
| 금              | 2012년 이스탄불 | 오픈            |            |
| 동              | 2004년 칼비아   | 오픈            |            |

## 엘로 평점
아로니안은 2010년 11월 FIDE 세계 랭킹에서 2801점을 기록하며 2800점 장벽을 넘어섰다. 그는 가리 카스파로프, 블라디미르 크람니크, 비스와나탄 아난드, 베셀린 토팔로프, 망누스 칼센에 이어 2800점대를 넘은 여섯 번째 선수이다. 2014년 3월 그는 개인 최고 평점인 2830점을 달성했는데, 이는 칼센, 카스파로프, 카루아나 다음으로 역사상 네 번째로 높은 평점이다.

## 체스960

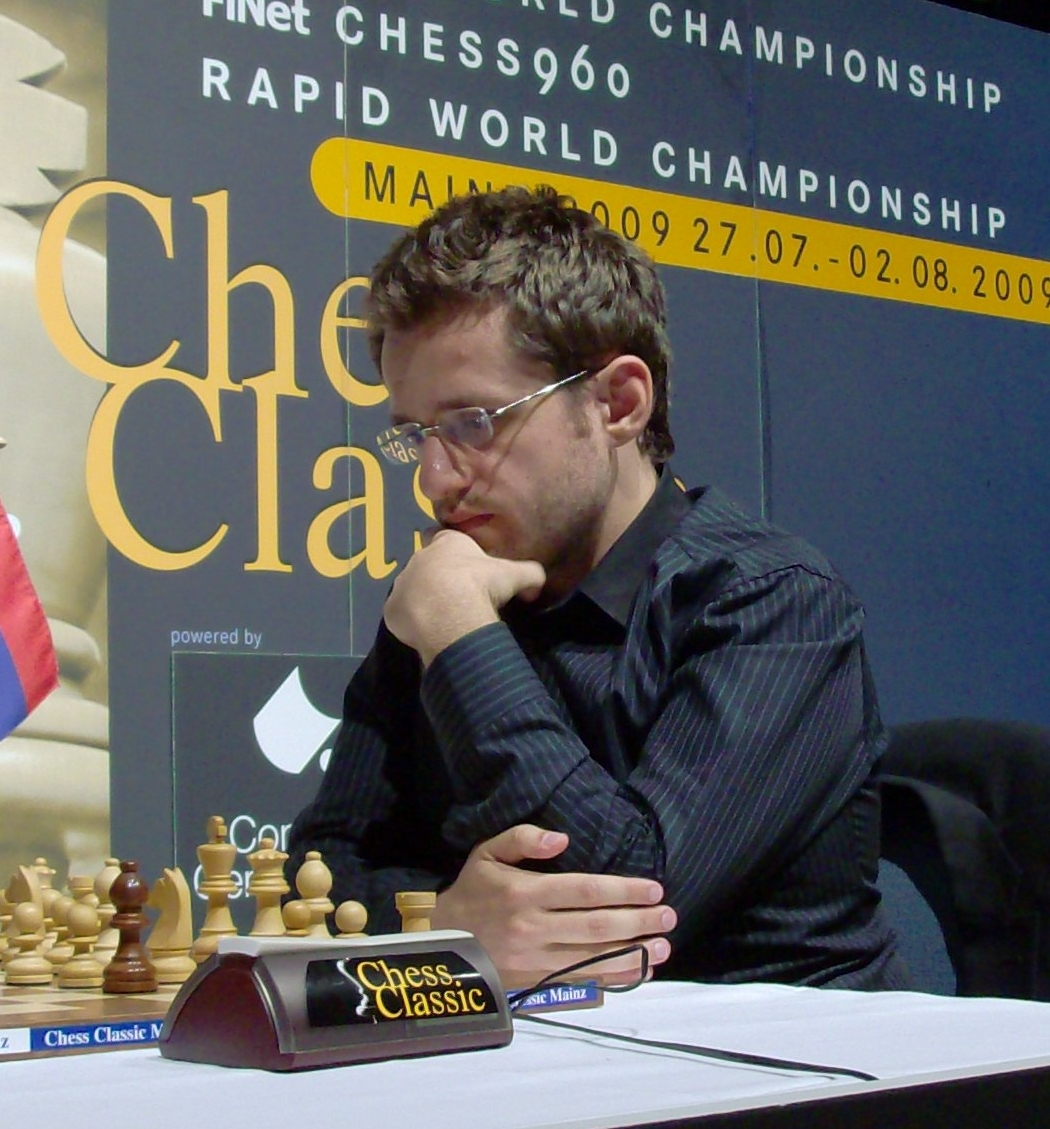
2009년 마인츠의 아로니안

2003년 아로니안은 마인츠에서 열린 피네트 체스960 오픈에서 우승했다. 이로 인해 그는 다음 해 마인츠에서 열린 체스960 세계 챔피언 페테르 스비들레르와의 경기에 출전할 자격을 얻었지만, 이 경기에서 4.5–3.5로 패했다. 그는 2005년 피네트 체스960 오픈 토너먼트에서 다시 우승하여 2006년 스비들레르와 리매치를 가졌고, 이번에는 5-3으로 승리하여 체스960 세계 챔피언이 되었다.
2007년, 그는 비스와나탄 아난드를 꺾고 체스960 세계 챔피언 타이틀을 성공적으로 방어했다. 그는 2009년에 히카루 나카무라에게 타이틀을 잃었다.
2019년 아로니안은 체스960 이벤트인 챔피언스 쇼다운 9LX에 참가했다. 그곳에서 그는 히카루 나카무라와 6번의 래피드 게임과 14번의 블리츠 게임 시리즈를 치렀다. 초반에 7.5–0.5점까지 앞서 나갔음에도 불구하고, 그는 결국 11.5–14.5로 패배했다.
2025년, 아로니안은 라스베이거스에서 열린 초대 프리스타일 체스 그랜드 슬램 투어의 마지막 대회에 참가했다. 라운드 로빈 래피드 스테이지에서 망누스 칼센과 동점을 기록한 후, 그는 블리츠 타이 브레이크에서 승리하여 녹아웃 라운드에 진출했다. 그는 그 후 8강에서 히카루 나카무라를 2.5–1.5로 이기고, 준결승에서 아르준 에리가이시를 2–0으로 완승했으며, 결승에서 한스 니만을 1.5–0.5로 꺾고 토너먼트에서 우승했다. 이는 아로니안의 2006년 마인츠 이후 첫 체스960 그랜드 슬램 타이틀이며, 상금으로 20만 달러를 획득하고 전체 투어 순위에서 5위를 차지했다.

## 경기 스타일
비스와나탄 아난드는 아로니안을 "매우 재능 있는 전술가"라고 불렀으며, "그는 항상 기술적 과제를 해결하기 위해 다양한 작은 트릭을 찾는다"고 말했다. 2011년, 보리스 겔판드는 아로니안을 "가장 인상적인 선수이며, 오프닝과 미들게임에서의 독창적인 아이디어 모두에서 가장 높은 창의적 수준을 가진 선수"라고 묘사했다.
2010년 회의에서 알렉세이 시로프는 "레본 아로니안은 매우 공격적인 스타일로 가장 성공적인 선수이다. 그는 가장 급진적인 포지션에서 그의 희귀한 직관 덕분에 이러한 결과를 달성한다"고 말했다. 2012년, 세르게이 카랴킨은 아로니안의 스타일에 대해 이야기하면서 축구와 비교하여 그를 리오넬 메시에 비유했다.
백으로는 아로니안은 주로 1. d4를 둔다. 아난드에 따르면, "그는 1. d4로 시작하지만, 이 포지션들을 e4 선수처럼 다룬다." 아로니안은 마셜 어택의 전문가이다.

## 체스 학교
2012년, 아로니안은 가브리엘 사르기시안과 함께 예레반에 체스 학교를 설립했으며, 이곳에서 10세에서 18세 사이의 가장 재능 있는 체스 선수들이 공부할 수 있다.

## 개인 생활
아로니안의 어머니 세다 아로노바(Seda Aronova)는 2013년 11월 22일에 아들에 대한 책을 출판했으며, 아들의 어린 시절과 업적에 대한 추억을 담고 있다.
그는 재즈 팬이다. 그가 가장 좋아하는 음악가는 존 콜트레인이다. 그가 가장 좋아하는 고전 작곡가는 바흐, 브루크너, 말러, 쇼스타코비치를 포함한다.
아로니안은 2008년부터 필리핀계 호주인 우먼 인터내셔널 마스터 아리안느 카오일리와 교제하기 시작했다. 두 사람은 2015년 2월 약혼을 발표했으며, 2017년 9월 30일 예레반에서 결혼했다. 그들은 1996년 라스팔마스에서 열린 세계 유스 체스 챔피언십에서 처음 만났으며, 2006년 베를린에서 공동 친구인 인터내셔널 마스터 알렉스 볼에 의해 다시 만났다. 카오일리는 2주 전 교통사고로 입은 부상으로 인해 2020년 3월 30일에 사망했다.
2021년 아로니안은 미국으로 이주했으며, 현재 미주리주 세인트루이스에 거주하고 있다.
2023년, 아로니안은 3년 동안 교제해 온 아메리칸 아르메니아 대학교의 국제 문학 전공생인 애니 아이바지안과 결혼했다. 그들은 2022년에 자벨이라는 딸을 낳았다.

## 같이 보기
- 역사상 최고 체스 선수 비교
- FIDE 최고 평점별 체스 선수 목록